# Mark Millar
Mark Millar (født 24. december 1969 i Coatbridge) er en skotsk tegneserieforfatter. Hans mest kendte arbejde er The Ultimates, Wanted, Marvel Knights Spider-Man, Ultimate Fantastic Four, Civil War, Old Man Logan, Kick-Ass, og The Secret Service. I august 2007 vandt han Stan Lee-award til Wizardworld i Chicago.